# Rallye Dakar 1988
Navigation
Édition précédente Édition suivante
Le Rallye Paris - Alger - Dakar 1988 est la 10e édition du Rallye Dakar. Le départ a été donné le 1er janvier 1988 de Versailles et l'arrivée fut jugée le 22 janvier 1988 à Dakar.

## Déroulement de la course
Le rallye bat rapidement son record en termes d'inscriptions, avec 603 concurrents engagés.
La première étape algérienne de la course reste parmi les plus difficiles de l'histoire du Dakar, et voit le nombre de participants chuter drastiquement, avec plus de 200 abandons, et un total qui monte à plus de 400 après la 4e étape.
Seuls 151 véhicules (dont 117 autos/camions et 34 motos) rejoindront l'arrivée le 22 janvier 1988 à Dakar.

### Plusieurs accidents graves
Le Dakar 1988 est marqué par plusieurs accidents dramatiques, et est considéré comme l'édition la plus tragique de l'histoire.
Le 6 janvier, lors de l'étape entre Bordj Omar Driss et Tamanrasset, en Algérie, le pilote moto belge André Malherbe chute lourdement après 98 kilomètres, et retombe sur la tête. Il restera tétraplégique à la suite de l'accident.
Le 9 janvier, lors de la 10e étape au Niger, entre le Djado et Arlit, le camion d'assistance de Jan de Rooy, piloté par Leo Van de Rijt, se renverse à grande vitesse après avoir pris une bosse à plus de 200 km/h. Le copilote Kees Van Loevezij (31 ans) est éjecté et tué sur le coup, tandis que le mécanicien Keith Ross restera tétraplégique à la suite de l'accident.
Le même jour, la Range-Rover des Français René Boubet et Patrick Canado part en tonneaux après avoir percuté un autre concurrent à pleine vitesse, à la suite d'un bris de direction. Canado est éjecté du véhicule et meurt sur le coup.
Le 17 janvier, alors qu'il s'approche de la ville de Nampala, au Mali, le motard français Jean-Claude Huger sort de piste et chute. Blessé à la tête, il est rapatrié vers Paris, où il meurt deux jours plus tard.

## Étapes
| Étape | Date          | Départ                   | Arrivée                  | Total (km) |
| ----- | ------------- | ------------------------ | ------------------------ | ---------- |
| 1     | 1 janvier     | Versailles France        | Versailles France        |            |
|       | 2 – 3 janvier | Transport vers l'Afrique |                          |            |
| 2     | 4 janvier     | Argel Algérie            | El Oued Algérie          | 600        |
| 3     | 5 janvier     | El Oued Algérie          | Hassi Messaoud Algérie   | 594        |
| 4     | 6 janvier     | Hassi Messaoud Algérie   | Bordj Omar Driss Algérie | 608        |
| 5     | 7 janvier     | Bordj Omar Driss Algérie | Tamanrasset Algérie      | 987        |
| 6     | 8 janvier     | Tamanrasset Algérie      | Djanet Algérie           | 637        |
| 7     | 9 janvier     | Djanet Algérie           | Djado Niger              | 742        |
| 8     | 10 janvier    | Djado Niger              | Agadez Niger             | 746        |
|       | 11 janvier    | Jour de repos            |                          |            |
| 9     | 12 janvier    | Agadez Niger             | Niamey Niger             | 819        |
| 10    | 13 janvier    | Niamey Niger             | Kidal Mali               | 646        |
| 11    | 14 janvier    | Kidal Mali               | Tessalit Mali            | 450        |
| 12    | 15 janvier    | Tessalit Mali            | Lemjebir Mali            | 698        |
| 13    | 16 janvier    | Lemjebir Mali            | Tombouctou Mali          | 630        |
| 14    | 17 janvier    | Tombouctou Mali          | Bamako Mali              | 676        |
| 15    | 18 janvier    | Bamako Mali              | Kayes Mali               | 531        |
| 16    | 19 janvier    | Kayes Mali               | Moudjeria Mauritanie     | 530        |
| 17    | 20 janvier    | Moudjeria Mauritanie     | Nouakchott Mauritanie    | 647        |
| 18    | 21 janvier    | Nouakchott Mauritanie    | Richard-Toll Sénégal     | 510        |
| 19    | 22 janvier    | Richard-Toll Sénégal     | Dakar Sénégal            | 300        |

## Classements finaux

### Motos[2]
| Pos. | Pilote              | Constructeur | Temps             |
| ---- | ------------------- | ------------ | ----------------- |
| 1    | Edi Orioli          | Honda        | 75 h 24 min 40 s  |
| 2    | Franco Picco        | Yamaha       | + 1 h 05 min 24 s |
| 3    | Gilles Lalay        | Honda        | + 4 h 21 min 44 s |
| 4    | Carlos Mas          | Yamaha       | + 5 h 27 min 22 s |
| 5    | Claudio Terruzzi    | Honda        | + 5 h 35 min 36 s |
| 6    | Franco Gualdi       | Cagiva       |                   |
| 7    | Jean-Claude Olivier | Yamaha       |                   |
| 8    | Giampiero Findanno  | Suzuki       |                   |
| 9    | Gaston Rahier       | Suzuki       |                   |
| 10   | Serge Bacou         | Cagiva       |                   |

### Autos[2]
| Pos. | Pilote             | Copilote                 | Constructeur / Modèle | Temps             |
| ---- | ------------------ | ------------------------ | --------------------- | ----------------- |
| 1    | Juha Kankkunen     | Juha Piironen            | Peugeot 205 T16       | 42 h 39 min 33 s  |
| 2    | Kenjiro Shinozuka  | - Henri Magne            | Mitsubishi Pajero     | + 2 h 51 min 44 s |
| 3    | Patrick Tambay     | Dominique Lemoyne        | Range Rover           | + 5 h 03 min 16 s |
| 4    | Malcolm Smith      | Alain Fieuw              | Range Rover           | + 5 h 52 min 09 s |
| 5    | Gerard Miller      | Marcel Sigi Siegenthaler | Range Rover           | + 7 h 01 min 55 s |
| 6    | Alain Ambrosino    | Alain Guéhennec          | Peugeot 205 T16       |                   |
| 7    | Jean-Jacques Ratet | Michel Vantouroux        | Toyota                |                   |
| 8    | Kees Tijsterman    | Mieke Tijsterman         | Mitsubishi Pajero     |                   |
| 9    | Franz Deladriere   | Alain Berthuel           | Proto Euromarche      |                   |
| 10   | Jérôme Rivière     | Claude Hervé             | Toyota                |                   |

### Camions
| Pos. | Pilote            | Copilotes                                  | Constructeur / Modèle |
| ---- | ----------------- | ------------------------------------------ | --------------------- |
| 1    | Karel Loprais     | Radomír Stachura / Tomáš Mück              | Tatra                 |
| 2    | Jiří Moskal       | Pavel Záleský / František Vojtíšek         | LIAZ                  |
| 3    | Lutz Bernau       | Egmont Bartmann / Andreas Kluge            | MAN SE                |
| 4    | Jacques Houssat   | Thierry de Saulieu / Danilo Bottaro        | Perlini               |
| 5    | Thierry Reverchon | Massimo Biagini / Matija                   | Mercedes              |
| 6    | Georges Groine    | Bernard Malfériol / Arnaud Delmas-Marsalet | Mercedes              |